# Bobby Trainor
Robin Trainor (1934. április 25. – 2020 vagy 2021) északír labdarúgó.

## Pályafutása

### Klubcsapatban
1956 és 1959 között a Coleraine csapatában játszott. 1960-ban a Glentoran játékosa volt. 1960-tól 1963-ig ismét a Coleraine együttesében szerepelt. 1963 és 1965 között a Limavady Unitedben játszott. 

### A válogatottban
Beválogatták az 1958-as világbajnokságon szereplő északír válogatott keretébe, de végül nem utazott a csapattal Svédországba.